# دينا ناث شارما
دينا ناث شارما (بالنيبالية: दीनानाथ शर्मा)‏ هو سياسي نيبالي، ولد في 19 يوليو 1945 في حي باجلونج ‏ في نيبال. نشط حزبياً في Communist Party of Nepal (Masal) (1999) ‏.

## وصلات خارجية
- الموقع الرسمي